# Frasquito Yerbabuena
Francisco Gálvez Gómez (n. Granada, 1884 – f. 1944) fue un cantaor flamenco español, conocido artísticamente como Frasquito Yerbabuena. El origen de este sobrenombre proviene de un fandango de Lucena que cantaba cuando era niño, que decía así:

En la corriente de agua
la yerbabuena se cría
si me has de olvidar mañana
a qué vienes en busca mía.

Era especialmente conocido por sus cantes por granaínas, y por la creación de un estilo de fandango propio que lleva su nombre, basado en los cantes de Juan Breva.
En 2022 se publicó su biografía a cargo del investigador y flamencólogo granadino Antonio Conde González-Carrascosa. En ella se recogen decenas de anécdotas y vivencias de este ilustre granadino, todas ellas inéditas.
En dicho libro se recoge que Frasquito Yerbabuena fue un ilustre personaje granadino cuya transcendencia en el flamenco le llevó más allá de ser un gran aficionado y un buen cantaor. Sin llegar a ser profesional del cante flamenco dedicó su vida a la industria del pescado, profesión que alternaba con fiestas y reuniones de artistas. Obtuvo fama por cantar un fandango tradicional que adaptó y personalizó, y que en la actualidad se conoce como fandango de Frasquito Yerbabuena.
Participó en el I Concurso de Cante Jondo de 1922 de Granada llegando a ganar un segundo premio.
Frasquito, cariñosamente llamado «El  Jilguero de Granada» y «El Ruiseñor de Granada» se convierte así en uno de los grandes personajes de la historia de su ciudad en el siglo XX.
Se trata de un libro de 216 páginas con abundante información sobre este cantaor no profesional de Granada, contiene fotografías inéditas y un CD con 20 cantes de pertenecientes a grabaciones en discos de pizarra de algunos artistas que popularizaron su fandango, más una grabación de 1981 en la que lo interpreta su hijo Francisco Gálvez Zarza.